# Kwararafa
Kwararafa (esonimo hausa; in jukun Kororofa) fu un'entità statuale sviluppatasi nella media valle del fiume Benue tra il XV e il XIX secolo. Si trattava probabilmente di una confederazione a carattere multietnico, anche se l'etnia dominante era quella Jukun.
Si ritiene che Kwararafa fosse uno stato confederato, guidato dal popolo Jukun, o forse un nome collettivo dato dai popoli musulmani della Nigeria settentrionale a un certo numero di popoli pagani a sud. Indipendentemente da ciò, un re-sacerdote pagano Jukun sembra essere stato il centro del potere di Kwararafa.
La confederazione si trovò spesso in rapporti conflittuali con i più potenti vicini situati a settentrione, tra cui le città-stato Hausa e l'Impero di Kanem-Bornu. Ad esempio, Leone l'Africano registra un'incursione del Bornu nel territorio di Kwararafa alla fine del XV secolo, e la resistenza dei cavalieri di Kwararafa. D'altro canto, Le Cronache di Kano, tra le altre fonti Hausa, registrano invasioni di successo delle terre Hausa da parte dei Kwararafa, in particolare contro Kano intorno al 1600, di nuovo a metà del secolo e un'altra nel 1671. Negli anni '70 del 1600 i Kwararafa assalirono Katsina, saccheggiarono Zaria e lanciarono un'invasione di Bornu. Le fonti di Bornu raccontano che i Kwararafa attaccarono la capitale di Ngasargamu e furono respinti in una grande battaglia da Mai Ali bin Umar. Il cronista di Katsina Dan Marina racconta che Mai Ali uccise, ferì e catturò molti Kwararafa e che rimandò tre prigionieri al loro capo, con le orecchie mozzate e appese al collo.
Nonostante la brutalità delle relazioni, sembra comunque che ci sia stato un lungo periodo di rispetto tra tali stati. Durante il XVIII secolo, le comunità di ciascuno vivevano apparentemente nelle città dell'altro, e una tradizione di emissari musulmani serviva i Kwararafa.
Anche le comunità Hausa si trovavano nel territorio dei Kwararafa. Tuttavia, lo stato apparentemente era risolutamente pagano e rimase tale anche dopo il suo declino nel XVIII secolo. Entro la fine di quel secolo, i Kwararafa iniziarono a essere uno stato tributario del Bornu. Entro il XIX secolo furono ridotti a piccole città, resistendo, per un periodo, alla jihad del Califfato di Sokoto., fino alla presa della città di Kwararafa nel 1804.